# HMCS Huron (G24)
«Гурон» (G24) (англ. HMCS Huron (G24) — військовий корабель, ескадрений міноносець типу «Трайбл» Королівського військово-морського флоту Канади за часів Другої світової та Корейської війн.
Ескадрений міноносець «Гурон» був замовлений 5 квітня 1940 року. Закладка корабля відбулася 15 липня 1941 року на верфі компанії Vickers-Armstrongs у Ньюкасл-апон-Тайні. 25 червня 1942 року він був спущений на воду, а 28 липня 1943 року увійшов до складу Королівських ВМС Канади. Есмінець брав участь у бойових діях на морі в Другій світовій війні, переважно бився у Північній Атлантиці, супроводжуючи арктичні конвої, підтримував висадку морського десанту в Нормандії. За проявлену мужність та стійкість у боях бойовий корабель заохочений трьома бойовими відзнаками. У 1952—1953 роках брав участь у бойових діях у Кореї, за що відзначений ще однією бойовою відзнакою.

## Бойовий шлях

### 1943
19 листопада 1943 року есмінець «Гурон» разом з оперативною групою британського флоту забезпечували прикриття конвою JW 54A.
20 грудня 1943 року з бухти Лох-Ю в Шотландії вийшов черговий арктичний конвой JW 55B з 19 транспортних та вантажних суден. Ескадрений міноносець «Гурон» уходив до океанського ескорту конвою.
26 грудня 1943 року о 8:40 в умовах повної полярної ночі кораблі союзників вступили в бій із німецьким ударним угрупованням флоту, яке очолював лінійний корабель ВМС Третього Рейху «Шарнгорст».
В ході морського бою, який точився протягом дня, британські кораблі завдали серйозних пошкоджень лінкору «Шарнгорст», який приблизно о 18:45 внаслідок отриманих ушкоджень від вогню противника затонув.

### 1944
26 січня 1944 року «Гурон» з есмінцями «Опорт'юн», «Мілн», «Скодж» і «Махратта» вийшов з ескортною групою конвою JW 56B, що прямував до Кольської затоки. Транспортний конвой піддався атаці німецьких субмарин..
У ході зіткнень «Гарді» дістав важких пошкоджень і був затоплений. 30 січня есмінці «Метеор» і «Вайтхол» південно-східніше острову Ведмежий затопили німецький підводний човен U-314.
3 лютого 1944 року повернувся до Британських островів з конвоєм RA 56, на який противник не впливав протягом переходу.
«Гурон» перейшов до 10-ї флотилії есмінців з базуванням на Плімуті. Група ескадрених міноносців «Ашанті», «Тартар», канадські «Атабаскан», «Хайда», «Гурон» та польські «Піорун» і «Блискавиця» здійснювала прикриття та супровід конвоїв поблизу французького узбережжя та крізь Ла-Манш.
24 березня корабель прибув до складу сил флоту, яка готувалася до підтримки висадки морського десанту в Нормандію. У період з 30 березня до 19 квітня «Гурон» діяв разом із британськими есмінцями «Бріссенден», «Танатсайд», «Хайда», «Венслідейл», «Мелбрейк» і «Ашанті» з прикриття морських навчань у контексті підготовки до морської десантної операції.
З квітня есмінець діяв разом з есмінцями «Ашанті» й «Хайда», забезпечуючи ескорт мінному загороджувачу «Аполло», який встановлював мінні поля поблизу берегів Франції.
25—26 квітня група кораблів на чолі з крейсером «Блек-Принс» мала сутичку поблизу бретонських островів Іль-де-Ба проти німецьких міноносців T24, T27 і T29. У ході бойового зіткнення німецький міноносець T29 був потоплений, а «Ашанті» й «Гурон» отримали пошкоджень внаслідок зіткнення між собою.
З початком вторгнення союзного морського десанту в Західну Європу «Гурон» перебував у силах далекого прикриття, діяв на Південно-західних підступах, у Біскайській затоці, протидіючи будь-яким спробам Крігсмаріне зірвати операцію. 9 червня 1944 року під час патрулювання, британська повітряна розвідка виявила у берегів Бретані в 20 милях від острова Іль-де-Бате групу німецьких ескадрених міноносців і союзні кораблі «Ашанті», «Ескімо», «Джавелін», «Хайда», ORP «Піорун» і «Блискавиця» на чолі з есмінцем «Тартар» вийшли на перехоплення ворога. Наслідком стрімкого бою стало затоплення німецького есмінця ZH1, серйозне пошкодження Z24 та викидання на мілину біля острова Z32.